# Leptojoppa erythrothorax
Leptojoppa erythrothorax là một loài tò vò trong họ Ichneumonidae.